# Henry Golden Dearth
Henry Golden Dearth (22 de abril de 1864 – 27 de marzo de 1918) fue un pintor estadounidense que estudió en París y continuó pasar sus veranos en Francia, pintando en la región de Normandia. Volvía a Nueva York durante el invierno, y se hizo conocido por sus cuadros deprimidos del área de Long Island. Alrededor de 1912, Dearth cambió su estilo artístico y empezó incluir retratos y bodegones además de sus cuadros de charcos entre las rocas pintado principalmente en Bretaña. Ganador de varias medallas y el premio Webb en 1893, Dearth murió de repente en 1918 y fue sobrevivido por una mujer o hija.

## Primeros años
Nacido el 22 de abril de 1864 en Bristol, Rhode Island, Henry Golden Dearth fue el más joven de cinco hijos de John Willis y Ruth Marshall Dearth. Su padre fue conectado con la caza de ballenas y fue un oficial durante la guerra civil. También fue un músico con mucho talento y proveyó influencias favorables al desarrollo del talento de Henry. Su abuelo fue un comandante en la marina de los EE. UU. durante la guerra de 1812. A la edad de 15, su familia se trasladó a Waterbury, Connecticut, donde entró en el empleo de Brown & Brothers, y después fue conectado con la compañía Waterbury Clock. El amor apasionado de Dearth para el arte le dirigió a dedicarse exclusivamente al estudio de pintura. Entró en el estudio del pintor de retratos Horace Johnson por tres meses antes de ir a París donde estudió en el atelier de Herbert y Aime Morot en la École des Beaux-Arts.
Volviendo a los Estados Unidos en 1888, Dearth se estableció con una exposición debut de paisaje en la Academia Nacional de Diseño. En 1889 expuso por primera vez con la Sociedad de Artistas Americanas. En 1893 recibió el premio Webb para obras por un artista con menos de 40 años. En 1902 abrió su estudio en 18 E. 40th Street en Nueva York y empezó pasar sus veranos en Normandia, la región que le atrajo a la pintura de paisajes. Tuvo una casa y un estudio en Montreuil-sur-Mer, en Pas-de-Calais. Se casó con Cornelia Van Rensselaer el 26 de febrero de 1896 y tuvieron una hija, Nina Van Rensselaer Dearth.

## Carreras
Se puede dividir la carrera de Dearth en dos períodos. Antes de 1912 fue un pintor tonalista y es considerado parte de la Escuela Americana de Barbizon. Pasando la mayoría de su tiempo en Francia, le gustaba el paisaje pintoresco, y se encontraron muchos de sus sujetos cerca de Boulogne y Montreuil-sur-Mer. Estas obras tempranas representan una indiferencia marcada a la detalla, una gama algo limitada. Según el crítico de arte Charles Buchanan, Dearth repintó el Barbizon más o menos, pero fue "exquisito inexpresivamente" y un "caballero suprema de estética".
Después de 1912, cambió su técnica y pintó con colores rotos, cambiando sus sujetos de los paisajes de Long Island y Montrueil a sujetos de bodegones y figurativos en un estilo que recordó Adolphe Monticelli. Tan cambio de estilo fue marcado por su petición al Museo Metropolitano de Arte en 1915 para sustituir sus obras previas con sus cuadros recientes. Aunque sus obras tardes incluyeron retratos, sus obras más numerosas de este período fueron cuadros de charcos entre las rocas en Bretaña. Los lienzos tuvieron mucho color; el pigmento fue aplicado de manera densa con efecto decorativo impresionante de las composiciones. En sus días finales, Dearth empleaba con frecuencia objetos de su colección substancial de artefactos góticos, renacentistas y orientales como sus sujetos o como fondos. Sus cuadros finales incorporaron serigrafías japonesas, cuadros chinas tempranas y esculturas de piedra del período Wei en arreglos de bodegones o como fondos para figuras.

## Muerte, recepción y fama póstuma
Henry Golden Dearth murió de un infarto el 27 de marzo de 1918 en su casa en 116 E. 63 Street, ciudad de Nueva York. 
Sus cuadros desde los años 1890 hasta los principios de los años 1900 le representan como un pintor de paisajes de considerable delicadeza y refinamiento. Cuadros como Springtime Montigny (1899) y Montigny (1898) ejemplifican su consideración concienzudo para los hechos de la naturaleza, combinada con una facultad notable para su interpretación poética en términos artísticos. Sus cuadros son llenos de luz y atmósfera, y no importa sus esquemas de color, el resultado es una profundidad sutil de tono. Cuando se intercambió el Puerto de Boulogne para Cornelia en el Met, el crítico del New York Times observó que los dos cuadros juntos formarían un comentario extraordinario en la integridad y rapidez de un cambio de estilo posible a un pintor impresionable.
Después de su muerte, en 1919 una exposición conmemorativa fue organizada por Sra. Henry Golden Dearth y Cornelia B. Sage-Quninton.